# Отношения между Литва и Русия
Отношенията между Русия и Литва са установени през 1991 г. Двете страни имат обща граница и са членове на ООН, Съвета на Европа, ОБСЕ. Русия има посолство във Вилнюс и консулство в Клайпеда, а Литва има посолство в Москва. На 29 юли 1991 г. е подписано Споразумението за създаване на междудържавни отношения между двете страни.
Следва и подписването на гранично споразумение на 24 октомври 1997 г. с което отношенията между Русия и Литва се нормализират. Това е и стъпка напред във взаимодействията им. Парламентът на Литва ратифицира споразумението през октомври 1999 година, а Думата(руския парламент)-през 2003 г.
На 16 януари 2007 г. Парламентът приема резолюция с която се призовава Русия да започне консултации с Литва за компенсации за съветската окупация, което е повторение на закон от 2000 г. и изисква правителството да търси обезщетение за 80млрд. Литва също така подкрепи руските интереси по отношение на района на Калининград, за да се запази настоящият транзитен режим в Калининград, след като Литва се присъедини към Шенгенската зона.

## Отношения на РСФСР/СССР и Литва
На 22 декември 1918 г. РСФСР признава Литовската съветска република.
Като резултат от Октомврийската революция и края на Първата световна война, властта на територията на Литва бива оспорвана от няколко политически сили: национални, полски и подкрепяни от Москва комунистически фракции. Съветът на Литва подписва Акта за независимост на Литва. По време на съветската офанзива на Запад през 1918 – 1919 г., последвана от оттеглящите се германски войски, между новата независима Литва и съветската Русия се води война между Литва и СССР. В същото време Съветската Русия има отношения с краткотрайните комунистически държави: Литовската съветска социалистическа република, която се е сляла в Литовско-Белорусската съветска социалистическа република.
През април 1920 г. се избира Учредителното събрание на Литва и за първи път се среща след май. През юни се приема третата временна конституция, а на 12 юли 1920 г. се подписва Съветско-литовския мирен договор. В договора Съветският съюз признава напълно независимата Литва и претенциите си за спорния регион Вилнюс. На 14 юли 1920 г. настъпващата съветска армия за втори път завзема Вилнюс от полските сили. Градът е върнат на литовците на 26 август 1920 г., след разгрома на съветската офанзива.
През 1920 г. с Московския договор РСФСР признава независимостта на Литва. През 1940 г. Литва е присъединена към СССР.
В началото на Втората световна война, когато на 17 септември Съветският съюз нахлува в Полша, съветските войски превземат Вилнюс, който е принадлежал на междувоенна Полша, но според договорите от 1920 и 1926 г. в СССР е признат за Литва. В резултат на това руснаците и германците отново договарят тайните протоколи на пакта Молотов-Рибентроп. На 28 септември 1939 г. те подписават Договора за границата и приятелството. Там пише, че за да компенсира Съветския съюз за окупираните от Германия полски територии, Германия ще прехвърли Литва, с изключение на малка територия в Сувалкия, в съветската сфера на влияние. Обменът на територии също е мотивиран от съветския контрол над Вилнюс:. В тайните протоколи Съветският съюз и Германия изрично признават литовския интерес към Вилнюс, което де факто е столицата. Съответно, с Договора за взаимна помощ от Литва и СССР от 10 октомври 1939 г., Литва ще придобива около една пета от региона на Вилнюс, Вилнюс, и в замяна ще позволи да бъдат установени пет съветски военни бази с 20 000 войници из цялата страна.
След месеци на интензивна пропаганда и дипломатически натиск, от Съветския съюз издават ултиматум на 14 юни 1940 г., с който обвиняват Литва в нарушаване на договора и отвличане на руски войници от техните бази. Съветите настояват да се сформира ново правителство, което да спазва Договора за взаимна помощ и да се приеме неопределен брой съветски войски в Литва. Те поемат контрола над държавните институции и поставят ново просъветско правителство. Провъзгласената Литовска съветска социалистическа република е включена в Съветския съюз на 3 август 1940 г. По време на окупацията на Литва най-малко 130 000 души, 70% от тях жени и деца, са принудително транспортирани до трудови лагери и други селища в отдалечени части на Съветския съюз. Тези депортации обаче не включвали партизаните и политическите затворници. Депортирането на цивилните служило с двойна цел: потискане на съпротивата срещу съветската политика в Литва и предоставяне на безплатен труд в слабо населените райони на Съветския съюз.

## Съвременни отношения
Официална визита на главата на литовското правителство в Москва се състои през 1997 г. (А. Бразаускас) и през 2001 г. (В. Адамкус).
През 2012 г. Литва възобновява дейността на комисията по оценка на престъпленията на „нацисткия и съветския окупационен режим“, за да подготви почвата за преговори с РФ за обезщетение на ущърба. Двете страни имат добри споразумения за граничния преход, застраховка на товари, железопътни тарифи и транзитни такси в Калининград и т.н..
Отношенията между Литва и Русия исторически са много сложни и се характеризират с окупация и заплахи. През 1990 г. Литва става първата държава от Съветския съюз, която обявява своята независимост. И до ден-днешен руско-литовските отношения остават трудни и напрегнати. Дори обикновените литовци бяха загрижени за руската агресия в Грузия през 2008 г. Съществуват и теории за руска намеса във вътрешната политика на Литва, но те са трудни за доказване. Въпреки това звучат правдоподоно, имайки предвид голямото разузнавателно присъствие на Русия в Литва и гъвкавата етика на литовските политически лидери. Официалните литовски представители са все по-загрижени за това, което смятат за нарастващо влияние на Русия върху литовската политика и медии. Със силна подкрепа от Москва първата открита „про-руска“ политическа партия в Литва бе създадена от бившия литовски премиер в началото на декември 2009 г.

## Икономически отношения
Частта на Литва в експорта на РФ през 2010 е 0,9%, а в импорта – 0,4%. Сред външнотърговските партньори на Русия Литва се нарежда на 26-о място. По данни на литовксата статистика РФ е неин главен търговски партньор. Понеже Литва е изключително бедна на ресурси, тя разчита на Русия за внасянето на енергия. Най-важните сектори на литовската икономика са търговията не едро и дребно, транспортът, хотелиерството и ресторантьорството (32,2%), промишлеността (22,1%) и публичната администрация, отбраната, образованието, здравеопазването и социалната дейност (14,5%). Търговията в рамките на ЕС представлява 61% от износа на Литва (Латвия – 10 %, Полша – 9 % и Германия – 8 %), а извън ЕС 13% от износа е за Русия и 5% – за САЩ. По отношение на вноса 70% е от държави от ЕС (Германия – 12 %, Полша – 11 % и Латвия – 8 %), а от страните извън ЕС 14% от вноса идва от Русия и 3% – от Китай.

## Руснаци в Литва и литовци в Русия
На 1 януари 2011 г. в Литва живеят около 165 000 етнически руснаци. Сред националните малцинства на Литва, руснаците заемат второ място, след поляците. Почти 90% от руснаците имат литовско гражданство, а 10,7% – руско.
В Русия през 2002 г. живеят 4583 граждани на Литва, през 2010 г. по данни от преброяване на населението в РФ живеят 31 377 етнически литовци.
През последните години, все повече руски дисиденти търсят политическо убежище в Литва. Много от тях избират именно Литва, поради факта че там все още масово се говори руски език и се предоставя политическо убежище за тях. Страната открито подкрепя руската опозиция. С подкрепата на литовския парламент, дисидентите успяват да прекръстят разположения пред руското посолство във Вилнюс площад на името на убития от неизвестни лица на 27 февруари 2015 г. руски опозиционен водач Борис Немцов.